# Nederlandse Geloofsbelijdenis

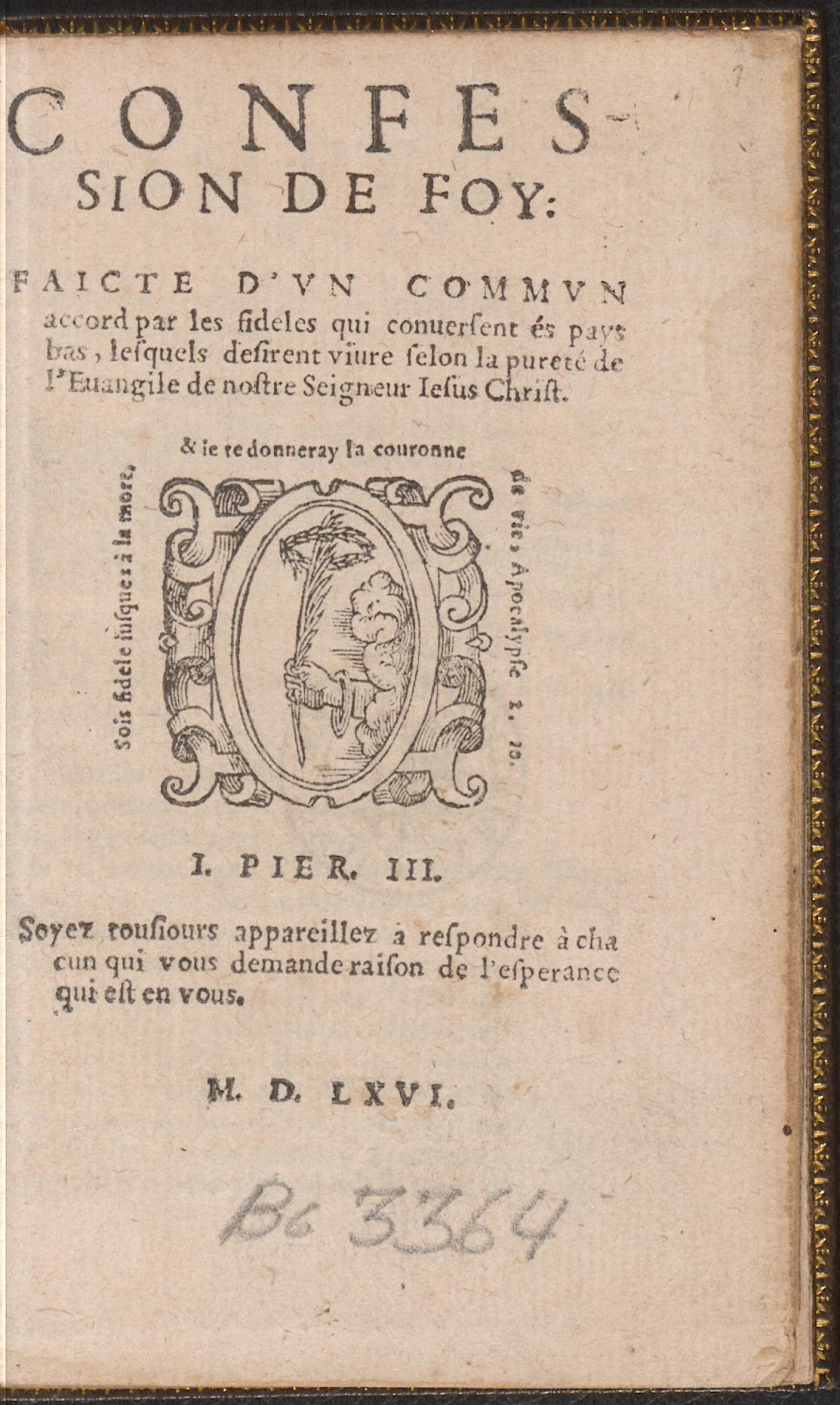
Confession de foy, druk uit 1566

De Nederlandse Geloofsbelijdenis (NGB, Latijn: Confessio Belgica) is in 1561 opgesteld door Guido de Brès. 

## Geschiedenis
Deze belijdenis is oorspronkelijk bedoeld als uitleg aan koning Filips II van Spanje van de inhoud van het christelijke geloof, volgens wat later genoemd werd de reformatorische of calvinistische beginselen. Guido de Brès, destijds predikant, wilde uitleggen dat de mensen van de reformatie geen ketters of revolutionairen waren die in opstand kwamen tegen de koning. Zij waren christenen, net als de roomse katholieken. Alle onlusten en rebellie weet hij aan de wederdopers. 
In de 16e eeuw hebben Maarten Luther, Johannes Calvijn en Huldrych Zwingli tegenover de leer van de Rooms-Katholieke Kerk het reformatorische beginsel van de rechtvaardiging van de goddeloze verdedigd. Dit beginsel betekent dat God mensen wil verlossen enkel uit genade. De Reformatie leerde dat mensen behouden worden, niet omdat zij dat waardig zijn, maar uitsluitend om en door de genade van Christus. Hoewel het principe van sola gratia door de rooms-katholieken erkend werd, kwam men door de stelling van de rechtvaardiging door 'het geloof alleen' (sola fide) echt in aanvaring met de rooms-katholieke leer die geloof én werken noodzakelijk acht voor het heil. Uit het verzet van Luther, Calvijn en Zwingli tegen de roomse leer zijn de gereformeerde kerken en reformatorische belijdenissen ontstaan. 
Hoewel het geschrift aanvankelijk anoniem verscheen, is het vrij zeker dat Guido de Brès (1522-1567) de auteur is. Hij stelde de tekst vanaf 1559 op in nauw overleg met Petrus Datheen, Herman Moded en andere leiders van de calvinistische kerk in de Nederlanden. Vooral de Antwerpse gemeente had een grote inbreng. De Brès was onder anderen een leerling van Johannes Calvijn, Theodorus Beza en Pierre Viret. Hij maakte gebruik van de Confessio Gallicana, een Franse geloofsbelijdenis die opgesteld was onder de invloed van Calvijn. Deze is echter niet gehéél gevolgd: de Franse is soms breed, waar de Nederlandse beknopt is; ook telt de Franse 40 en de Nederlandse 37 artikelen. In zijn belijdenis heeft Guido de Brès zich dus sterk op het gedachtegoed en werk van Calvijn georiënteerd. Al is Guido de Brès ook beïnvloed door zijn leermeester Theodorus Beza. 
De belijdenis is oorspronkelijk in het Frans verschenen onder de titel Confession de foy, gedrukt in 1561 door Abel Clémence in Rouen. Een jaar later verscheen op een onbekende plaats de Nederlandse vertaling Belydenisse des gheloofs. Het boek werd in de nacht van 1 op 2 november 1561 over de muur van het kasteel van Doornik geworpen, in de hoop dat het landvoogdes Margaretha van Parma en koning Filips II van Spanje zou bereiken. Er volgde repressie en De Brès moest vluchten. Toen zijn brandende huis op 10 januari 1562 werd ontdekt, werd de oplage van de Confession de foy, die hij er bewaarde, in beslag genomen. Het kerkelijk gezag van de geloofsbelijdenis is uiterlijk in 1563 door de synode aanvaard, en misschien al in 1562 of zelfs 1561. Het was een tekst die eenheid en verbinding schiep tussen de gereformeerden. Op Pinksteren 1565 beslisten de broeders dat de geloofsbelijdenis aan het begin van elke synode zou worden voorgelezen. 
De Franse en de Nederlandse tekst werden enkele malen aangepast, verkort of beter op de versie in de andere taal afgestemd. Dit gebeurde in het bijzonder op de Antwerpse synode van 1566. De remonstranten contesteerden in 1610 de inhoud van de geloofsbelijdenis met hun vijf artikelen. De synode van Dordrecht (1618-1619) verwierp hun visie en stelde de definitieve tekst vast. De Nederlandse Geloofsbelijdenis wordt gerekend tot de Drie Formulieren van Enigheid.

## Inhoud
Calvijn heeft zijn instemming met deze belijdenis betoond, slechts op onderdelen had hij kritiek. Zo was hij er van overtuigd dat het bijbelboek Hebreeën niet door Paulus geschreven is, zoals de Nederlandse Geloofsbelijdenis wel stelt. De Nederlandse Geloofsbelijdenis volgt de lijn van de Institutie. De belijdenis bestaat uit 37 artikelen. De opbouw is als volgt:
- artikel 1-2 Over het bestaan en het kennen van God
- artikel 3-7 Over de Bijbel
- artikel 8-11 Over de drie-eenheid van God
- artikel 12-15 Over de schepping en de zonde van de mensen.
- artikel 16 Over Gods eeuwige verkiezing
- artikel 17-21 Over de persoon en het werk van Christus
- artikel 22-26 Over het geloof
- artikel 27-32 Over de kerk
- artikel 33-35 Over de sacramenten van de heilige Doop en het heilig Avondmaal
- artikel 36 Over het ambt van de overheid
- artikel 37 Over het laatste oordeel.

Deze belijdenis geeft allereerst het hoofdpunt van de gereformeerde leer weer, daarna geeft zij weer waartegen zij zich verzet. De belijdenis is geheel gekenmerkt door de gedachte dat de Bijbel in volle zin Gods Woord is. De belijdenis richt zich op twee fronten, ten eerste op de rooms-katholieke opvattingen en ten tweede op die van de anabaptisten of wederdopers.
Met name over artikel 36, het artikel over de overheid, werd en wordt veel gediscussieerd. De synode van de Gereformeerde Kerken in Nederland van 1905 besloot de woorden 'om te weren en uit te roeien alle afgoderij en valse godsdienst, om het rijk des antichrists te gronde te werpen' te schrappen. 
Al in de vroegchristelijke periode werd de metafoor van het boek van de natuur gehanteerd. Dit was een opvatting die de natuur ziet als een boek dat – naast de Bijbel – gelezen kan worden als een bron van godskennis. Vanaf Augustinus lag een nadruk op het belang dat op deze wijze ook ongeletterden tot die godskennis konden komen.
In artikel 2 van de geloofsbelijdenis staat: Wij kennen Hem door twee middelen. Ten eerste door de schepping, onderhouding en regering van de hele wereld. Want deze is voor onze ogen als een prachtig boek, waarin alle schepselen, groot en klein, de letters zijn, die ons te aanschouwen geven wat van God niet gezien kan worden,namelijk zijn eeuwige kracht en goddelijkheid, zoals de apostel Paulus zegt [ Rom. 1.20]. Al deze dingen zijn voldoende om de mensen te overtuigen en hen alle verontschuldiging te ontnemen. Ten tweede geeft Hij zichzelf nog duidelijker en volkomener aan ons te kennen door zijn heilig en goddelijk Woord …...
Het artikel verwoordt dat de natuur niet primair een terrein is voor onderzoek door wetenschappers maar het terrein voor religieuze overdenking. Het boek van de natuur is, net als de Bijbel, een onderwerp van exegese.   De  Nederduitse Gereformeerde Kerk was de enige van de Europese kerken ontstaan vanuit de Reformatie die deze notie opnam in een geloofsbelijdenis. In de Republiek  diende iedereen die een openbaar ambt bekleedde de geloofsbelijdenis te onderschrijven. Bij alle mogelijke  verschillen over vraagstukken op het gebied van theologie, filosofie en natuuronderzoek was dit een richtinggevende gedachte.

## Uitgaven en vertalingen
- K. Zwanepol en C.H. van Campenhout (red.), Belijdenisgeschriften van de Protestantse Kerk in Nederland, 2009, p. 168-194